# Adolfo Lutz
Adolfo Lutz (Rio de Janeiro, 18 de dezembro de 1855 – Rio de Janeiro, 6 de outubro de 1940) foi um médico e cientista brasileiro, pai da medicina tropical e da zoologia médica no Brasil. Pioneiro na área de epidemiologia e na pesquisa de doenças infecciosas.
Em 2017, seu sobrenome foi homenageado a partir da nomeação da espécie de perereca Aplastodiscus lutzorum.

## Família
Era o terceiro filho homem dos suíços Gustav Lutz, comerciante, e Mathilde Oberteuffer. Seus pais pertenciam a tradicionais famílias de Berna, desde o século XVI vinculadas à corporação de ofício dos carpinteiros, com direito de votar e portar armas. O avô de Adolfo Lutz, Friedrich Bernard Jacob Lutz (1785-1861), foi uma figura de destaque na história da medicina suíça, tendo chefiado o serviço médico do exército da Confederação Helvética por cerca de vinte anos.
Os Lutz chegaram ao Rio de Janeiro por volta de 1849, no auge da epidemia de febre amarela que causou milhares de mortes na capital brasileira. No Brasil nasceram alguns dos filhos do casal. Em 1857 os Lutz decidiram retornar a Berna, talvez motivados pela insalubridade do Rio, que, além de recorrentes surtos de febre amarela, fora atingido por devastadora epidemia de cólera em 1855. Adolfo Lutz tinha dois anos quando foi conhecer a terra onde nasceram seus antepassados.
Seus pais retornaram ao Brasil em 1864 para cuidar dos negócios da família e deixaram os três filhos mais velho - Gustva, Adolpho Lutz, Friedrich Eugen - aos cuidados da família de um professor.
Adolpho Lutz foi casado com a inglesa Amy Fowler, de quem teve os filhos: Bertha Maria Júlia Lutz, Guálter Adolfo Lutz e Laura Bertha Lutz, dois nascidos no Brasil e uma filha na Suíça.

## Trajetória profissional
Adolfo Lutz (na grafia arcaica Adolpho) iniciou seus estudos na Basiléia e desde cedo já demonstrava interesse pela natureza. Em 1871, com 15 anos de idade, ingressou no Gymnasium de Berna e 1874 ingressou na Faculdade de Berna, graduando-se em medicina em 1879. Depois de graduado, foi estudar técnicas de medicina experimental em vários centros médicos de Londres (onde estudou com Joseph Lister, 1827-1921); Lípsia; Viena; Praga e Paris (onde estudou com Louis Pasteur, 1822–1895).
Retornou ao Brasil em 1881. Lutz inicialmente trabalhando como clínico geral em Limeira (São Paulo) por seis anos. Desejando seguir em pesquisas médicas, ele retorna para Hamburgo (Alemanha), onde mais uma vez irá trabalhar com Paul Gerson Unna (1850-1929), especializando em doenças infecciosas e em medicina tropical. Com o aumento de sua fama, ele foi convidado para assumir o cargo de diretor do Hospital Kalihi no Havaí, onde fez sua pesquisa sobre hanseníase. Depois disso, ele trabalhou por um período na Califórnia (Estados Unidos), antes de retornar para o Brasil em 1892, atendendo ao convite do governador de São Paulo para dirigir o Instituto de Bacteriologia (mais tarde, este instituto irá se chamar Instituto Adolfo Lutz em sua homenagem). A cidade de Santos (São Paulo) sofreu uma severa epidemia de peste bubônica, e Lutz foi trabalhar com outros dois jovens médicos brasileiros, Emílio Ribas e Vital Brazil. Lutz e Brazil tornaram-se amigos, sendo que este daria suporte às pesquisas pioneiras de Vital Brazil sobre antídotos para picadas de cobra, contribuindo decisivamente para a criação de outro instituto de pesquisa (Instituto Butantan) em São Paulo, totalmente devotado para essa linha de pesquisa.
Aedes aegypti
Lutz foi o primeiro cientista latino-americano a estudar e confirmar os mecanismos de transmissão da febre amarela pelo Aedes aegypti, uma espécie de mosquito que é um reservatório natural e vetor dessa doença. Lutz foi o responsável pela identificação do blastomicose sul-americano. Sua dedicação à saúde pública fez com que lutasse e pesquisasse sobre várias epidemias de diversas regiões do Brasil, como a cólera, peste bubônica, febre tifóide, malária, ancilostomíase, esquistossomose e leishmaniose.
Outras de suas maiores realizações foram seu pioneirismo sobre a Entomologia Médica e as propriedades terapêuticas das plantas brasileiras. Como zoologista, ele descreveu várias novas espécies de anfíbios e insetos, como o Anopheles lutzii (uma espécie de mosquito).
Depois da aposentadoria em 1908, Dr. Adolfo Lutz mudou-se para a Cidade do Rio de Janeiro, onde trabalhou por mais 32 anos, até a morte em 6 de outubro de 1940, no Instituto Oswaldo Cruz.

## Principais publicações
- Obra completa. Edição e organização de Jaime L. Benchimol, Magali Romero Sá. Rio de Janeiro: Editora Fiocruz, 2004- ISBN 8575410431 (v. 1, pt. 1), ISBN 8575410393 (v. 1, pt. 2), ISBN 8575410423 (v. 1, pt. 3), ISBN 8575410458 (v. 1, Supl.).